# Danubius Cable TV
Danubius Cable TV (zkráceně DCTV) byl první slovenský kabelový rodinný televizní kanál vysílající v první polovině roku 1995 prostřednictvím satelitu a kabelových sítí v České republice a na Slovensku. Provozovatelem vysílání byla společnost WN DANUBIUS FILM, spol. s r.o., jehož prezidentem byl Walter Nittnaus.
Stanice byla koncipována jako rodinný kanál vysílající filmy zahraniční i české provenience, seriály, pořady pro děti a převzaté zábavní pořady českých a slovenských producentů. Štáb DCTV měl v Bratislavě 17 a v České republice 25 zaměstnanců.

## Historie

### Vize před spuštěním vysílání
Podle vyjádření programového ředitele J. Morávka chtěla stanice klást důraz na původní tvorbu v oblasti publicistiky a zábavy. O společných projektech jednali také s českými producenty .
Zdrojem příjmu měly být reklamy a komerční úspěšnost této nové stanice se měla projevit prodloužením vysílacího času. Podle slov prezidenta společnosti Waltera Nittnause by se tak mělo stát do podzimu nadcházejícího roku .
Dále sdělil, že v roce 1995 je na Slovensku ke kabelovému rozvodu připojeno již 300 000 domácností, přičemž mylně počítal s tím, že do dvou let bude ke kabelové televizi připojeno 70% obyvatel Slovenské republiky. Spolu s Českou republikou se mělo jednat až o 900 000 domácností.
Obsahově se má jednat o televizi rodinného typu s programem pro všechny věkové kategorie. V plánu bylo vysílat denně 4 hodiny a od pátku do soboty o půl hodiny déle. Strukturu pořadů měly tvořit animované filmy pro děti, seriály, kvízy, každý den se měl vysílat film a v pracovních dnech také publicistický pořad. Provozovatel chtěl dodržet zásadu, kde podíl americké produkce nepřesáhne 50% a filmy české nebo slovenské produkce se ve vysílání objeví minimálně jednou týdně. Zároveň se vzdali možnosti výroby vlastního zpravodajství s odvoláním na názor Waltera Nittnause, že nejdříve musí vyrůst nová generace zpravodajců, kteří budou umět zpravodajství dělat jinak.
Walter Nittnaus také zvažoval výrobu publicistického pořadu s jednotlivými ministerstvy, ve kterém by propagovali svou činnost a záměry .
Pravidelné vysílání Danubius Cable TV naplánované na 16. února 1995 mělo být slavnostně zahájeno show Moravská svatba, na jehož vysílání se měl podílet také Kabel Plus .

### Začátek vysílání
Provozovatel vysílal prostřednictvím analogového vysílače Bratislava-Kamzík na kanálu 50 a pro distribuci svého kanálu do kabelových sítí v České republice a na Slovensku zvolil družici Eutelsat I F5 . Výběr zvolené družice se později ukázal jako nešťastný, neboť ta již byla na hranici své životnosti a inklinovala . Ze stejné družice krátce vysílal i český filmový kabelový kanál Kabel Plus Film . Pro příjem byla navíc zapotřebí parabola větších rozměrů (okolo 120 cm) a kvalita signálu neodpovídala představám provozovatele.
Tři dny po spuštění vysílání slovenský kabelový operátor SKT Bratislava vysílání přerušil a obnovil jej až 7. února 1995, kdy se změnil distribuční systém signálu. Pro zásobování signálu u tohoto kabelového operátora byla zvolena radioreléová trasa. Distribuce signálu na zbývající kabelové sítě byla ponechána přes družici. Provozovatel DCTV zvažoval, zda má vysílání přes satelit ukončit, nebo zajistit vysílání přes jinou družici, což si podle slov provozovatele vyžádá čas tři měsíce 
Prvotní signál se objevil již 9. ledna 1995, kdy v dopoledních hodinách byl vysílán monoskop a ve večerních hodinách běžela promo smyčka. Toto vysílání bylo určeno pro sladění technických parametrů v kabelových sítích .
Ačkoliv pravidelné vysílání bylo zahájeno 16. února 1995, distribuce přes satelit byla k tomuto dni přerušena a Danubius Cable TV byl šířen pouze v kabelových sítích SKT Bratislava a přes vysílač Kamzík. Provozovatel kanálu informoval, že již probíhají jednání s německými úřady o možném vysílání prostřednictvím družice DFS Kopernikus 2, které by mělo být spuštěno 1. června 1995. To se však nestalo.
Vzhledem ke skutečnosti, že se provozovateli nepodařilo vyřešit technické problémy s kvalitou signálu distribuovaného přes satelit, a prostřednictvím jedné kabelové sítě a jednoho terestrického vysílače nedosahoval dostatečných finančních prostředků pokrývající provozní náklady stanice, rozhodl se provozovatel vysílání ke dni 16. května 1995 ukončit. Vysílání již nebylo obnoveno.

### Pokus o obnovení vysílání
Technické problémy s distribuci signálu se podařilo provozovateli vyřešit v listopadu 1995. Nicméně v lednu roku 1996 opět žádal Radu SR pro rozhlasové a televizní vysílání (Rada SR pre rozhlasové a televízne vysielanie) o odložení obnovy vysílání z ledna na květen 1996. Také požádal o změnu koncepce vysílání, podle které se měl vysílací čas rozšířit na 12 hodin denně. Součástí změny měla být také změna názvu kanálu. Rada dne 9. ledna 1996 rozhodla o odebrání vysílací licence, neboť slovenský zákon neumožňoval přerušení vysílání kvůli změně koncepce vysílání. Licence byla provozovateli vrácena na základě soudního rozhodnutí až v roce 1998.

## Ukázka televizního programu
| Pondělí - 16.1.1995 (zkušební vysílání)               | Čtvrtek - 16.2.1995 (pravidelné vysílání) |
| ----------------------------------------------------- | ----------------------------------------- |
| 19:00 Čo dnes uvidíte                                 | 19:00 Čo dnes uvidíte                     |
| 19:05 Janko Hraško                                    | 19:05 Kocúrkovské záhrady                 |
| 19:25 Dobrodružstvá Čierneho žrebca                   | 19:25 Dobrodružstvá Čierneho žrebca       |
| 19:45 Gól sem, gól tam                                | 19:45 Gól sem, gól tam                    |
| 20:05 Dievčatá odvedľa                                | 20:05 Dievčatá odvedľa                    |
| 20:35 Lepšie byť bohatý a zdravý ako chudobný a chorý | 20:35 Mŕtvy bod                           |
| 22:30 Teleshopping                                    | 22:05 Krimimagazín                        |
| 22:35 Čo uvidíte                                      | 22:35 Teleshopping                        |
|                                                       | 22:55 Čo uvidíte                          |

## TV pořady

### Seriály
- Dívky od vedle
- Dobrodružství černého hřebce
- Emil z Lönnebergy
- Tarzan
- Zmije

### Filmy

#### Česko a Slovensko
- Anděl svádí ďábla
- Čas sluhů
- Dido
- Dým bramborové natě
- Hry lásky šálivé
- Jako jed
- Jára Cimrman ležící, spící
- Lepší je být bohatý a zdravý než chudý a nemocný
- Limonádový Joe aneb Koňská opera
- Medzi nebom a zemou
- Muka obraznosti
- Pasodoble pre troch
- Pomocník
- Rabaka
- Ružové sny
- Skrytý prameň
- Spalovač mrtvol

#### Asijská produkce
- Bláznivá mise 3 (Hong Kong)
- Sbohem Bruce Lee (Tchaj-wan)

#### Austrálie
- Žijem so svojím otcom

#### Velká Británie
- Dáma a lupič

#### Francie
- Valdézovi koně
- Zvíře

#### Itálie
- Dvaja pre dobrodružstvo
- Únos lodě
- Žralok

#### Kanada
- Harry Tracy, Desperado
- Křižovatka smrti
- Stín vlka
- Vrata do podsvětí

#### Německo
- Podoba čistě náhodná
- Kaminsky
- Srdcom matky
- Zabijak Kid

#### Polsko
- Dvojí svět hotelu Pacifik

#### Rusko
- Andrej Rublev

#### USA
- Aj vlčí mak je kvet
- Americké srdce
- Bat 21
- Buffalo Bill a Indiáni
- Cyber-Tracker
- Dracula - milostný příběh
- Dům veselých duchů
- Flash Gordon
- Hurikán
- Jako led
- MacGyver: Ztracený poklad Atlantidy
- Mrtvý bod
- Nebezpečná hra na vojáky
- Noční oči II
- Propuštěn na kauci
- Serpico
- Sladké starosti
- Smyslná orchidej
- Tajomstvo rytierov rádu Delta
- V dobrém i zlém
- Záhrobní komando

#### Velká Británie
- Casanova
- Fantom v Monte Carlu
- Hazard srdcí

### Pro děti
- Dita na fronte
- Dita na pošte
- Dita na šibačke
- Dita na vianoce
- Edita na vianoce
- Janko Hraško
- Janko Hraško na dejepise
- Kocúrkovský dom
- Kocúrkovský majster
- Kocúrkovský mlyn
- Kocúrkovské záhrady
- Kocúrkovský zlodej

### Dokumenty
- Cyklamen fatranský
- Encyklopédia slovenských obcí
- Jelenia zver
- Josef Murgaš
- Kamzík tatranský
- Parnasius Apollo L
- Sestrička
- Stredoeurópská čierná zver
- Veľké bitky spojencov
- Život a umenie veľkej Moravy

### Zábavní pořady a publicistika
- Automoto - magazín
- Čo nás páli - talkshow
- Ekonomika - magazín
- Film a video
- Gól sem, gól tam
- Krimimagazín
- Kultúra
- Moravská svatba - zahajovací show
- Premeny podob, Jozef Kostka
- Soirée
- Šport spoza dverí - magazín
- TV Klub pre...dámy
- TV Klub pre...pánov

### Ostatní
- MS sveta v rock'n'rolle

## Dostupnost

### Terestrické vysílání
Analogové terestrické vysílání bylo provozováno z bratislavského vysílače Kamzík.
| Kanál | Umístění   | Název vysílače |
| ----- | ---------- | -------------- |
| 50    | Bratislava | Kamzík         |

### Satelitní vysílání
| Družice                | Frekvence (GHz) | Kódování             | Vysílací čas (SEČ) | Poznámka |
| ---------------------- | --------------- | -------------------- | ------------------ | -------- |
| Eutelsat I-F5 (21.5°E) | 11.097/V        | signál nebyl kódován | 19:00 - 23:30      |          |

### Kabelové sítě
Níže je uveden seznam kabelových sítí, které si televizní program Danubius Cable Television nechaly zaregistrovat u Rady pro rozhlasové a televizní vysílání .

#### Slovensko
- SKT Bratislava na kanálu 42

#### Česko
- CATV Prostějov
- Kabel Plus Střední Morava a.s.
- Kabelová televize Česká Třebová
- Kabelová televize Třinec
- NOEL
- Novák Miroslav